# Cieśń gardzieli

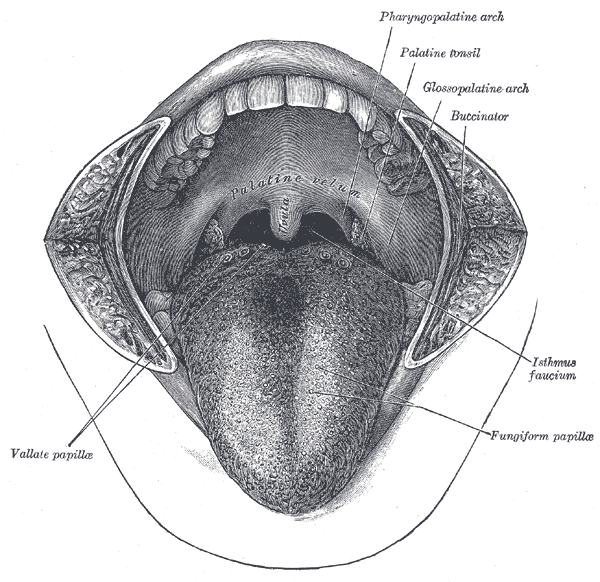
Cieśń gardzieli podpisana po łacińsku – isthmus faucium

Cieśń gardzieli (łac. isthmus faucium) – obszar łączący jamę ustną z częścią ustną gardła. Ograniczona jest:
- od góry – podniebienie miękkie z języczkiem
- od boków – łuki podniebienno-gardłowe
- od dołu – nasada języka

Cieśń gardzieli może się zwężać lub nawet zamykać, gdyż w łukach podniebienno-gardłowych znajdują się mięśnie, które mogą się kurczyć. Ma to duże znaczenie podczas przełykania pokarmów. Podczas picia cieśń gardzieli zwęża się, a język działa jak tłok (model pompy ssącej) zasysając płyn do gardła. Podczas mówienia cieśń gardzieli dzięki zmianie swoich kształtów moduluje częściowo barwę dźwięków, wpływając na ich brzmienie. Cieśń gardzieli pojawia się dopiero u ssaków, które wykształciły zęby trzonowe.